# Richland County, South Carolina
Richland County är ett administrativt område i delstaten South Carolina, USA. År 2010 hade countyt 384 504 invånare. Den administrativa huvudorten (county seat) är Columbia. 
Congaree nationalpark och Fort Jackson ligger i countyt.

## Geografi
Enligt United States Census Bureau så har countyt en total area på 1 999 km². 1 958 km² av den arean är land och 39 km² är vatten. 

### Angränsande countyn
- Fairfield County, South Carolina - nord
- Kershaw County, South Carolina - nordöst
- Sumter County, South Carolina - öst
- Calhoun County, South Carolina - syd
- Lexington County, South Carolina - väst
- Newberry County, South Carolina - nordväst